# 绿联
绿联（UGREEN）是中国一個消費電子產品品牌，隸屬於绿联科技（深圳市绿联科技股份有限公司），总部位于广东深圳市。 该品牌由张清森于2012年3月创立，產品以交流配接器、USB數據線、手機配件、扩展坞、集线器、网卡、网线、鼠标為主，而且绿联科技主要通過亚马逊網站、天貓、京东網站等電子商務平台銷售產品，產品本身則依賴供應商生產。 該公司的產品多次受到市场监督管理局的处罚。

## 歷史
2007年，从仰恩大学毕业的福建莆田人张清森來到深圳，成為當地一家港资企业外贸业务员。2009年，张清森從企業辭職，在深圳华强北開辦企業。起初张清森的企業產品以电视高清数据线為主，而且為其他品牌的產品代工生產，生產後的產品貼上的是其他企業的品牌。後來张清森決定將代工厂转型为品牌商，並於2011年成立绿联品牌。2012年後，绿联的產品以手机周边硬件产品為主。2024年上市。